# Margites fulvidus
Margites fulvidus là một loài bọ cánh cứng trong họ Cerambycidae.